# 부나원루
부나원루(浮羅院樓)는 경상북도 안동시 예안면 부포리에 있는 건축물이다. 1973년 8월 31일 경상북도의 유형문화재 제39호로 지정되었다.

## 개요
고려 중기부터 조선 후기까지 이어져오던 역원공영제도에 의해 예안현에 속해있던 부라원의 2층 누각건물이다.
『영가지』에 의하면 안동지방에는 30여 개 정도의 원(院)이 있었다고 하는데, 그 당시의 누가 남아있는 것은 이곳이 유일하다. 원의 본래 건물은 없어지고 누각만이 남아 있으며, 안동댐의 건설로 인하여 1976년 지금의 위치로 옮겨졌다.
앞면 3칸·옆면 2칸 규모이며, 지붕 옆면이 여덟 팔(八)자 모양인 팔작지붕건물이다. 현판은 명필 한석봉이 썼다.

## 참고 문헌
- 부나원루 - 국가유산청 국가유산포털